# 中亞五國車臣人
中亞五國的车臣人是车臣人定居在中亞五國的后代，在20世纪40年的扁豆行動中，大批车臣人被流放到中亞五國。斯大林去世后，随着返乡潮的兴起，大多數回到位于俄罗斯的車臣-印古什蘇維埃社會主義自治共和國，而少部分车臣人留了下来，和当地民族一起生活。
在20世纪90年代的两次車臣戰爭中，也有一些车臣难民通过各种方式逃到中亞五國，成为所在國的公民。
在中亞五國的车臣人中遜尼派哈乃斐派占多数，也有什叶派，蘇菲派很少（基本上都是上了年紀而且德高望重者才有資格成為蘇菲派）。其餘包括極少數基督徒、佛教徒、不可知論和無神論者。由於政府的世俗化政策影響非常強（如規定禁止男人禁止留鬍子，女人禁止蒙面等），中亞五國的車臣人並不像俄羅斯和阿拉伯國家的車臣人一樣顯得保守。他們相當開放，在生活起居方面差不多已與普通的中亞五國人無異。